# Mario & Yoshi
Mario & Yoshi (In Japan: Yoshi's Egg ヨッシーのたまご, Yosshī no Tamago? ) en Yoshi in de Verenigde Staten, is een videospel uitgebracht voor de Famicom (NES) en Game Boy.
Het spel heeft spelfiguur Yoshi in de hoofdrol en deze moet zich door tal van levels en wereld banen.

## Platforms
| Jaar | Platform                       |
| ---- | ------------------------------ |
| 1991 | Game Boy, NES                  |
| 2007 | Virtual Console (Wii)          |
| 2011 | Virtual Console (Nintendo 3DS) |
| 2013 | Virtual Console (Wii U)        |

## Ontvangst
| Beoordeeld door                     | Jaar | Platform              | Score |
| ----------------------------------- | ---- | --------------------- | ----- |
| Joypad                              | 1993 | NES                   | 92%   |
| N-Force                             | 1992 | Game Boy              | 88%   |
| Joystick (French)                   | 1992 | Game Boy              | 86%   |
| GamesCollection                     | 2008 | Game Boy              | 80%   |
| Nintendo Life                       | 2013 | Wii U Virtual Console | 50%   |
| IGN                                 | 2007 | Wii Virtual Console   | 50%   |
| ASM (Aktueller Software Markt)      | 1992 | Game Boy              | 42%   |
| Digital Press - Classic Video Games | 2003 | NES                   | 40%   |
| Nintendo Life                       | 2007 | Wii Virtual Console   | 40%   |
| Total! (Duitsland)                  | 1994 | NES                   | 25%   |